# 亚伯拉罕·克拉克
亚伯拉罕·克拉克（英語：Abraham Clark；1725年2月15日—1794年9月15日），出生於新泽西州伊丽莎白敦，美国政治家，曾任美国众议员（1791年－1794年）。